# Wściekłość i wrzask
Wściekłość i wrzask (ang. The Sound and the Fury) – powieść Williama Faulknera wydana w 1929 roku. Drugi tom cyklu Wina i odkupienie. Autor stosuje różne style narracji, między innymi strumień świadomości.
W 1998 wydawnictwo Modern Library umieściło powieść na 6. miejscu na liście 100 najlepszych powieści anglojęzycznych XX wieku. Książka zajęła 34. miejsce na liście 100 książek XX wieku według „Le Monde”.

## Pochodzenie tytułu
Tytuł zaczerpnięty został z solilokwium z 5 aktu Makbeta Szekspira:

Life’s but a walking shadow, a poor player

That struts and frets his hour upon the stage

And then is heard no more: it is a tale

Told by an idiot, full of sound and fury,

Signifying nothing.

Życie jest tylko przechodnim półcieniem,

Nędznym aktorem, który swoją rolę

Przez parę godzin wygrawszy na scenie,

W nicość przepada, powieścią idyoty,

Głośną, wrzaskliwą, a nic nie znaczącą.

## Fabuła
Akcja powieści toczy się w fikcyjnym hrabstwie Yoknapatawpha w stanie Missisipi. Historia skupia się na rodzinie Compson – byłych arystokratach, którzy zmagają się z problemem rozpadu rodziny i pogorszeniem reputacji. Powieść składa się z 4 części. Pierwsza, 7 kwietnia, 1928, jest napisana z perspektywy Benjamina „Benjy” Compsona, 33-letniego mężczyzny upośledzonego psychicznie. Druga część, 2 czerwca, 1910, skupia się na Quentinie Compsonie, starszym bracie Benjy’ego, a wydarzenia kończą się jego samobójstwem. Część trzecia, 6 kwietnia, 1928, napisana jest z punktu widzenia Jasona, cynicznego młodszego brata Quentina. W czwartej i ostatniej części, której wydarzenia rozgrywają się dzień po pierwszej, 8 kwietnia, 1928, Faulkner pisze z punktu widzenia osoby trzeciej. Ta część skupia się głównie na Dilsey.

## Bohaterowie
- Jason Compson III – ojciec rodziny Compson, alkoholik
- Caroline Bascomb Compson – żona Jasona
- Quentin Compson III – najstarsze dziecko w rodzinie Compson
- Candace „Caddy” Compson – drugie dziecko, najlepsza przyjaciółka Quentina
- Jason Compson IV – trzecie dziecko, rasista, ma problemy z pieniędzmi
- Benjamin „Benjy” Compson – czwarte dziecko, ciągłe źródło wstydu i utrapienia rodziny

## Adaptacje
W 1959 powieść zekranizowano w reżyserii Martina Ritta. W rolach głównych wystąpili: Yul Brynner, Joanne Woodward, Margaret Leighton, Jack Warden i Stuart Whitman.

W 2014 powieść ponownie zekranizowano.